# Adrián
Adrián je mužské jméno latinského původu. Zastaralá podoba jména je Hadrián. Vykládá se jako muž od moře, z města Hadrie. Jeho variantou je Adrian. Ve slovenském kalendáři má svátek 23. března.
Dívčí forma tohoto jména je Adriána nebo Adriana.

## Domácké podoby
Adriánek, Áďa, Adýsek, Adrianko, Rian, Ádínek, Adri, Adrík, Adrísek, Adrianeček,Ari

## Adrián v jiných jazycích
- Slovensky, španělsky: Adrián
- Německy: Adrián nebo Hadrian
- Anglicky, rusky, polsky: Adrian
- Srbocharvátsky: Adrijan
- Italsky: Adriano
- Francouzsky: Adrien
- Nizozemsky: Adriaan
- Maďarsky: Adorján nebo Adrián

## Známí Adrianové
- Adrian Belew – americký hudebník
- Adrian Thaws – britský rapper
- Adrian de Vries – sochař
- Adrian Carmack – jeden ze 4 zakladatelů společnosti Id Software
- Adrian Smith – skladatel a jeden ze tří kytaristů heavy metalové skupiny Iron Maiden
- Adrian Sutil – německý pilot Formule 1
- Adrian Bjurman – švédský režisér
- Adrian Mutu – rumunský fotbalista
- Adrián San Miguel del Castillo – španělský fotbalista